# أغوات الجزائر
حكم الآغوات في الجزائر بين 1659 و1671. قبلهم باشوات الجزائر، وبعدهم دايات الجزائر.

## ولاة عهد الآغاوات
- خليل آغا (1659-1660)
- رمضان آغا (1660-1661)
- شعبان آغا (1661-1665)
- علي آغا (1665-1671)[1]